# دودکابرمید اسکاندیم
دودکابرمید اسکاندیم (به انگلیسی: Scandium dodecaboride) با فرمول شیمیایی ScB۱۲ یک ترکیب شیمیایی است. که جرم مولی آن 174.69 g/mol می‌باشد. 